# کارل کلاور
کارل کلاور (انگلیسی: Karel Klaver؛ زادهٔ ۲۹ سپتامبر ۱۹۷۸) ورزشکار هاکی روی چمن اهل پادشاهی هلند است.
وی در مسابقات کشوری و بین‌المللی در مجموع برندهٔ ۲ مدال طلا، ۴ مدال نقره شده‌است.